# Ембер Мідфандер
Ембер Мідфандер (англ. Amber Midthunder, нар. 3 березня 1997, Нью-Мексико, США) — американська актриса. Найбільш відома за ролями Керрі Лаудермілк в телесеріалі «Легіон» (2017—2019), та Роза Ортехо в серіалі «Розуелл, Нью-Мексико».

## Біографія
Її батько Девід Мідфандер є актором, а мати — кастинг-директором. Ембер є членом індіанської резервації Форт-Пек. Її мати має тайсько-китайське походження, а батько з індіанського народу ассінібойнів (оджибве). З 2019 року знімається в серіалі «Розуелл, Нью-Мексико» де грає головну роль з 2 сезону

## Фільмографія
| Рік       | Українська назва     | Оригінальна назва                  | Роль                     | Примітки                                         |
| --------- | -------------------- | ---------------------------------- | ------------------------ | ------------------------------------------------ |
| 2001      |                      | The Homecoming of Jimmy Whitecloud | маленька дівчинка        |                                                  |
| 2002      |                      | Deadly Species                     |                          | Відео                                            |
| 2004      |                      | Reservation Warparties             | Маленька сестра          | Короткий фільм                                   |
| 2008      | Чиста до блиску      | Sunshine Cleaning                  | Дівчинка в кондитерський |                                                  |
| 2008      | На тверезу голову    | Swing Vote                         | третя студентка          |                                                  |
| 2009      | Зникнення            | Not Forgotten                      | молода Амая              |                                                  |
| 2012—2014 | Лонгмайєр            | Longmire                           | Лілі Стіллуотер          | 2 епізоди                                        |
| 2014      | Поліція Дранктауна   | Drunktown's Finest                 | перша модель             |                                                  |
| 2014      | Банші                | Banshee'                           | Лана Клірі               | 2 епізоди                                        |
| 2015      | Життя робота         | Spare Parts                        | Нікі                     |                                                  |
| 2015      | Розкопки             | Dig                                | старлетка                |                                                  |
| 2015      |                      | Bare                               | Малія                    |                                                  |
| 2016      | Первородні           | The Originals                      | Кайла                    | 1 епізодів                                       |
| 2016      | Будь-якою ціною      | Hell or High Water                 | Вернон Теллер            |                                                  |
| 2016      | Безцінна             | Priceless                          | Марія                    |                                                  |
| 2017—2019 | Легіон               | Legion                             | Керрі Лаудермілк         | Головна роль                                     |
| 2019      | Розуелл, Нью-Мексико | Roswell, New Mexico                | Роза Ортехо              | Періодична роль (1 сезон) Головна роль (2 сезон) |
| 2020      | Фарго                | Fargo                              |                          | Періодична роль                                  |
| 2021      | Захисник             | The Marksman                       | працівниця на заправці   |                                                  |
| 2022      | Здобич               | Prey                               | Нару                     |                                                  |
| 2023      | Сценарій сну         | Dream Scenario                     | Гейлі                    |                                                  |
| 2025      | Новокаїн             | Novocaine                          | Шеррі Маргрейв           |                                                  |